# X-Men
Az X-Men kitalált szereplőkből álló szuperhőscsapat a Marvel Comics képregényeiben, amit Stan Lee író és Jack Kirby rajzoló alkotott meg. A csapat első megjelenése az 1963 szeptemberében megjelent X-Men első számában volt. Az X-Men tagjai mutánsok, akik a természetes evolúciós folyamat következtében emberfeletti képességeket birtokolnak, és akik ezeket a képességeiket az emberiség javára és védelmére kívánják használni.

## A megjelenés története

### A csapat megszületése a képregények ezüstkorában
Az X-Men csapata 1963-ban született meg Stan Lee ötlete alapján, és azt az irányvonalat képviselte, amit Lee Pókember megalkotásával hozott létre egy évvel korábban. Ennek szellemében a történetekben a főszereplők magánélete, hétköznapi problémái és félelmei legalább olyan fontos szerepet töltöttek be, mint maga a kalandos és izgalmas cselekmény. Akárcsak Peter Parker, vagyis Pókember, az X-Men tagjai is még csak kamaszok voltak, akiknek emberfeletti mutáns képességeik a serdülőkorral jelentkeztek. A csapat tagjai Scott Summers/Küklopsz, Jean Grey/Csodalány, Bobby Drake/Jégember, Hank McCoy/Bestia és III. Warren Worthington/Angyal voltak. A fiatalokat egy szintén mutáns, a mozgássérült telepata, Charles Xavier professzor gyűjtötte össze, hogy megtanítsa őket képességeik használatára és hogy azokat az emberiség javára fordíthassák.
A legnagyobb gondom azt volt, hogy hogyan szerezték a szuperképességeiket. Nos, nem haraptathattam meg mindenkit radioaktív pókokkal vagy fertőzhettem meg gamma-sugarakkal, mint például a Hulkot. Így a kényelmesebb utat választottam, arra gondoltam, hogy ha azt mondanám, hogy mutánsok, nem lesz szükségem további magyarázatra. Tulajdonképpen a legelején A Mutánsoknak akartam elnevezni a füzetet, ez volt az eredeti tervem. De az akkori kiadómnak nem tetszett ez a cím. Megkérdeztem hogy miért. Azt mondta; „Stan, senki sem fogja tudni kik azok a mutánsok”. Mondtam, hogy rendben és aztán azon kezdett járni az eszem, hogy „Xavier professzor”, „extra képességek”, szóval visszamentem és azt mondtam; hívjuk őket X-Mennek. Azt mondta oké, ez jó lesz. És azóta nem tudtam rájönni, hogy miért gondolta úgy, hogy ha az emberek nem fogják tudni mik azok a mutánsok, tudni fogják kik azok az X-Men.
A történetek alapjai és motívumai az 1950-es években készült, földönkívüliek és gonosz mutánsok támadásáról vizionáló tudományos-fantasztikus és horrorfilmekben, valamint az 1950-es és 1960-as évek mccarthyzmusában, az „ellenség köztünk van” paranoid félelmeiben gyökereztek. A történeteket behálózta az az irónia, hogy míg az X-Men mutáns tagjai megpróbálták megóvni az embereket, addig azok féltek és megvetették őket. A csapat első ellenfele a szintén mutáns Magneto volt. A sorozat negyedik számában szerepelt először a Magneto által létrehozott Testvériség, akiknek tagjai a Homo Superior, vagyis a mutánsok felsőbbségét hirdették és világuralomra törtek.
A 13. számtól kezdődően Jack Kirby mellett Werner Roth rajzoló (akkoriban Jay Gavin álnéven) is közreműködött a sorozatban, aki a 18. számmal teljesen át is vette azt Kirby-től. Stan Lee az 1966 áprilisában megjelent 19. számig dolgozott a sorozaton, a 20. számmal Roy Thomas váltotta le az X-Men írójaként. A sorozat nem váltotta be a hozzá fűzött reményeket és az eladott példányszámok nagyjából Kirby távozása után csökkenni kezdtek. A 38. számtól Don Heck lett a sorozat rajzolója. 1968 és 1969 között Roy Thomast először Gary Friedrich, majd Arnold Drake vette át a történetek írását. 1970 áprilisában az 55. számmal Roy Thomas visszatért a sorozathoz, egy számmal később pedig Neal Adams vette át a rajzolói feladatokat. Thomas és Adams két új, még korábban bemutatott szereplővel próbálták gazdagítani a csapatot és a füzetet. A két új csapattag Magneto lánya, Polaris és Alex Summers, azaz Küklopsz öccse, Plazma volt.
Tehetség. Minőség. Csodálatos munkát végeztek (Roy Thomas és Neal Adams). Egész sorok vannak, amikre még mindig tisztán emlékszem azokból a napokból, annyira lebilincselőek voltak. Az az oldal, ahol az Őrök a Napba repülnek (az X-Men 59. számban). A megjegyzés a Szauron-történetben, hogy mit mondhatott az utolsó cro-magnoni ember az első neandervölgyinek vagy vice-versa (az X-Men 60. számban), amit Chris a 141. számban fel is használt. Nagyon meggyőző sorozat volt, jól megírt, remekül megrajzolt.
A sorozat végül a továbbra is alacsony eladási mutatók miatt a 66. számmal, 1970 márciusában megszűnt. Ironikus módon a Marvel éppen akkor döntött a sorozat felfüggesztése mellett, mikor annak olvasótábora növekedni kezdett. Ennek oka az volt, hogy az adott kor technikai és marketing adottságai mellett az értékesítési adatok összesítése csak több, akár csak 10 hónappal a megjelenés után állt a kiadó rendelkezésére. A Marvel hogy legyen ideje felmérni az olvasók igényeit és hogy fenntartsa az érdeklődést a sorozat iránt elkezdte újra kiadni a füzet régi történeteit. Az X-Men 1970 és 1975 között ritkítottan, kéthavonta jelent meg újranyomtatott történetekkel. Magának csapatnak ez idő alatt csupán néhány vendégszereplése volt a Marvel más képregényeiben, így például feltűntek a Marvel Team-Up és az Amazing Adventures oldalain is. A legjelentős szerep az 1974-es Titkos Birodalom című Amerika Kapitány-történetben jutott az X-Men csapatának.

### Az X-Men a képregények bronzkorában

#### Az új csapat
Az 1970-es évek elején a Marvel képregényei egyre növekvő olvasótáborra tettek szert a tengerentúlon is. A füzetek külföldi terjesztője Al Landau és Transworld nevű kiadója volt. A Marvel egyik tárgyalásán, melyen többek között Stan Lee és Roy Thomas is jelen volt, Landau felvetette az ötletet, hogy marketing és eladási szempontból nemzetközileg jövedelmező lenne egy olyan szuperhőscsapatot megalkotni, melynek tagjai különböző országokból (legfőképpen azokból, ahol a képregényeknek olvasói vannak) származnának. Roy Thomas az X-Men csapatát javasolta erre a célra, hiszen mint utólag kiderült az 1960-as évek végén a füzet olvasottsága nőni kezdett, éppen azelőtt, hogy felfüggesztették az új történetek közlését benne. Az ötletet elfogadta a kiadó, azonban a megvalósítás még váratott magára. Roy Thomas eredeti ötlete szerint Küklopsz és Csodalány utaztak volta a Föld körül és így gyűjtötték volna össze a csapat új tagjai. Az megújítását célzó munkálatok már 1973 végén elkezdődtek. Roy Thomasnak időközben nem volt elég ideje, hogy a füzettel foglalkozzon, így Mike Friedrich-et kérték fel írónak, de a sorozat újraindítása továbbra is húzódott. Miután Friedrich időközben megvált a Marvel csapatától a történet megírásával Len Weint bízták meg. A sorozat leendő rajzolója, Dave Cockrum pedig több vázlatot is benyújtott a lehetséges új szereplőkről.
Az X-Men új csapata végül 1975 májusában, a Giant-Size X-Men első számában mutatkozott be Len Wein író, és Dave Cockrum közreműködésével. Az új csapatot a történetben Xavier professzor azért gyűjtötte össze, hogy azok kiszabadítsák régi tanítványait Krakoa, az élő sziget fogságából. Az új, nemzetközi csapattagok közül néhányan már korábban is szerepeltek a sorozatban vagy más Marvel füzetekben. Az ír Vészmadár az X-Men 28., a japán Naptűz pedig az X-Men 64. számában szerepelt először néhány évvel korábban, míg a kanadai Rozsomák alig fél évvel a füzet megjelenése előtt az Incredible Hulk oldalain debütált. Velük szemben első alkalommal szerepelt a füzetben a kenyai Vihar, a német Árnyék, a szovjet Kolosszus és az amerikai indián Viharmadár. A két X-Men csapat közös kalandja után a régiek közül csak Küklopsz maradt továbbra is az X-Men soraiban, de az új tagok közül sem mindenki maradt a mutáns csapattal.
Csak azt akartuk, hogy ott legyen (Naptűz), mert azt szerettük volna, ha minden lehetséges csapattag jelen van az első történetben. Már úgy értem, hogy Viharmadarat már a kezdetek kezdetén halálra jelöltük, hogy megmutassuk az olvasóknak, hogy „ez egy valódi csapat”. Ahányszor egy csapat megalakul, örökké élnek, és csak követik egymást a történetek. Ez a szereplő betöltötte a szerepét és meg kellett halnia.
Naptűz már a Giant-Size X-Men első számát követően, az X-Men 94. számában kivált a csapatból, Viharmadár pedig a 95. számban életét vesztette. Az X-Men rajzolója továbbra is Cockrum maradt, Len Wein azonban ezen a két számon dolgozott utoljára. A kétrészes történet szkriptjét már Chris Claremonttal írta, majd a 96. számmal teljesen át is vette a sorozat írását Weintől. Claremont azonnal több változtatást is végrehajtott a Wein által eredetileg megálmodott csapatban. Wein szándéka szerint az új X-Men tagjai szintén kamaszok voltak, akárcsak az eredeti csapat alapító tagjai. Az ő változatában Rozsomák 19, Vihar pedig csak 17 éves volt, akik szintén még csak tanulták, hogyan használják képességeiket. Ezzel szemben Claremont a csapat összes tagját képességeik használatában járatos, sokat megélt embereknek ábrázolta (Vihar a húszas évei vége felé járt, Rozsomák pedig 50-60 év körüli lett). Wein egy későbbi interjújában nemtetszését fejezte ki ezzel a változtatással szemben.

## Megjelenésük a képregényeken kívül

### Rajzfilmek
Az X-Men első megjelenése más médiában a Marvel Super Heroes című rajzfilmsorozat egyik epizódja volt 1966-ban. Ez az epizód egy olyan képregény történetet adaptált amiben eredetileg a Fantasztikus Négyes szerepelt. A gyártó cégnek azonban nem volt joga ezt a csapatot szerepeltetni, így az X-Mennel pótolta őket. A nevüket Allies for Peace-re (Szövetségesek a békéértre) változtatta.
Az X-Men legközelebb a nyolcvanas években szerepelt újra a Spider-Man and His Amazing Friends című rajzfilm néhány részében. A sorozat egyik állandó szereplője Jégember volt.
Az első X-men rajzfilm 1989-ben készült. Ez a sorozat csupán a bevezető részig jutott el.
A Magyarországon is sugárzott sorozat 1992 és 1997 között készült. Öt év alatt 76 epizód készült el, így ez a leghosszabb, és legsikeresebb televíziós Marvel képregény adaptáció.
Az egész csapat szerepelt az ebben az időben futó Pókember sorozat egy két részes történetében. Terveztek még egy közös történetet a Titkos Háborút feldolgozó epizódban, de amiért a szinkron színészek Kanadában éltek ez anyagi okokból nem érte volna meg az alkotóknak.
2000-ben indult a következő adaptáció az X-Men: Evolúció. Négy év alatt 52 rész készült.
2008-ban elindult a X-Men – Az újrakezdés című sorozat, aminek csak 26 része készült el.
2005-ben a Marvel kiadó rendelésére promóciós célra készült egy Komputer Animációs rövidfilm X-Men Dark tide címen. A filmben a ,,Mini Mates" nevű amerikai játékok X-menes kiadása szerepel. Ennek a sorozatnak az egyik darabjához mellékelték a film DVD-jét. De a film szabadon megtekinthető a készítők honlapján is.

## Az X-Men világa
- Az X-birtok

## Külső hivatkozások
- Az X-Men a Marvel Comics oldalain (angolul)
- Az X-Men a ComicVine.com oldalain (angolul)
- Az X-Men Archiválva 2008. március 21-i dátummal a Wayback Machine-ben a Comic Book DB oldalain (angolul)